# Muzeum Parafialne w Łaskarzewie
Muzeum Parafialne w Łaskarzewie – muzeum z siedzibą w Łaskarzewie. Placówka jest prowadzona przez Stowarzyszenie Historyczne Ziemi Łaskarzewskiej, a jej siedzibą są podziemia kościoła Podwyższenia Krzyża Świętego.
Muzeum powstało w 2001 roku. W jego zbiorach znajdują się eksponaty, związane z historią i kulturą miasta i okolic (zdjęcia, przedmioty codziennego użytku, stroje, pamiątki związane z tutejszym rzemiosłem). 
Zwiedzanie muzeum odbywa się w uzgodnieniu z członkami Stowarzyszenia.